# MEMO
MEMO (officieel: Schaakcombinatie Max Euwe/Morphy) was een schaakvereniging in Amsterdam. De club kwam op 1 september 1962 tot stand door een fusie van de Schaakclub Max Euwe en Schaakvereniging Morphy. In 1994 hield de club op te bestaan toen zij fuseerde met Schaakclub Watergraafsmeer tot Schaakvereniging Max Euwe Amsterdam.

## Geschiedenis

### Schaakclub Max Euwe
Schaakclub Max Euwe werd in 1922 opgericht en was een van de vooraanstaande schaakverenigingen in Nederland. De club speelde na de Tweede Wereldoorlog geruime tijd in de Hoofdklasse van de KNSB-competitie en werd éénmaal Nederlands landskampioen (seizoen 1950/51).  Opvallend was daarom dat S.C. Max Euwe in 1955 op de gedelegeerdenvergadering van de Amsterdamsche Schaakbond een motie indiende, die leidde tot de breuk met de KNSB. Oorzaak van de breuk was een geschil over reiskostenvergoeding. 
Als gevolg van de breuk werd de club geschrapt uit de hoofdklasse van de KNSB-competitie. De spelers van het eerste team van S.C. Max Euwe, onder wie Theo van Scheltinga, voelden zich niet in deze ontwikkeling gekend en besloten zich en bloc aan te melden bij de Amsterdamsche Schaakclub en het VAS. Het betekende een flinke stap achteruit voor S.C. Max Euwe. De fusie met Schaakvereniging Morphy, dat in 1939 was opgericht, kwam daarom als niet ongelegen. Zowel S.C. Max Euwe als Morphy hadden hun speellokaal in het Max Euwe Schaakhuis.

### MEMO
Op 1 september 1962 werd de Schaakcombinatie Max Euwe/Morphy, afgekort MEMO, opgericht. De nieuwe club meldde zich aan bij de KNSB. Door bemiddeling van Max Euwe werd voor MEMO een extra plaats in de tweede klasse van de KNSB-competitie geregeld. Max Euwe werd bovendien bereid gevonden om voor de nieuwe club uit te komen. Hij zou uiteindelijk drie partijen voor MEMO spelen. Verrassend verloor hij één partij.
In de jaren 60 organiseerde MEMO een tweejaarlijkse bedrijvenschaaktoernooi. De eerste editie werd in 1959 georganiseerd door Schaakvereniging Morphy ter ere van haar 20-jarige bestaan. De organisatie van het toernooi is vervolgens door MEMO voortgezet. Bij de editie van 1965, die werd gehouden in het GAK-gebouw, deden 34 teams mee.
In 1972 verscheen het boek 50 jaar MEMO. Amsterdamse Schaakcombinatie Max Euwe/Morphy (1922-1972).
Toen in 1976 het Max Euwe Schaakhuis haar deuren moest sluiten, vond de club een speellokaal in de Obrechtkerk. Dat bleek een goede zet, want het ledental groeide in de jaren erna tot 130. Diverse bekende schakers zoals Albert Blees, Gert Pieterse en Dick van Geet kwamen bij MEMO spelen.
Ook wat betreft competitieresultaten beleefde MEMO haar topjaren in de jaren 70. In 1973 promoveerde MEMO naar de Eerste Klasse van de KNSB-competitie, en in 1979 maakte de club haar debuut in de Hoofdklasse. De club wist zich tot het seizoen 1981/82 te handhaven op het hoogste niveau, waarna degradatie volgde.
In 1982 moest een nieuw clublokaal worden gevonden. Die werd gevonden bij Verenigingsgebouw De Lange Pier aan de Govert Flinckstraat. Later speelde de club nog enige tijd in het Montessori Lyceum Amsterdam. Gaandeweg daalde het aantal leden tot onder de 50.
In 1994 fuseerde MEMO met Schaakclub Watergraafsmeer tot Schaakvereniging Max Euwe Amsterdam. Het idee voor de fusie was ontstaan tijdens een onderlinge competitiewedstrijd.

## Bekende leden
- Max Euwe
- Evert-Jan Straat
- Albert Blees
- Wim Andriessen
- Dick van Geet
- Rob Bertholée

## Erelijst
Dit overzicht is mogelijk incompleet; u kunt helpen door het uit te breiden.
| Competitie         | Aantal | Jaren                                       |
| ------------------ | ------ | ------------------------------------------- |
| Eerste Klasse KNSB | 2x     | 1976/77, 1978/79                            |
| Tweede Klasse KNSB | 2x     | 1972/73, 1973/74                            |
| SGA-cup            | 5x     | 1974/75, 1976/77, 1977/78, 1978/79, 1979/80 |